# 聯合號海釣船事件

「聯合號」釣魚客於6月12日提供給傳媒，由手機拍攝的短片截圖，圖中可見「聯合號」船艙位置穿了一個大洞，「聯合號」因而沉沒，進而引發中华民国和日本的外交紛爭。

聯合號海釣船事件，是一次由航海事故引發的外交糾紛。2008年6月10日凌晨，中華民國籍「聯合號海釣船（CT3-5816）」進入釣魚台海域。遭抽調來支援11管的日本海上保安廳10管甑號巡視船（ / Koshiki，PL123）發現，並遭其連續撞擊二次而沉沒。船長遭到扣押，進而引發中华民国和日本的外交紛爭。

## 事件經過

### 「聯合號」沉沒

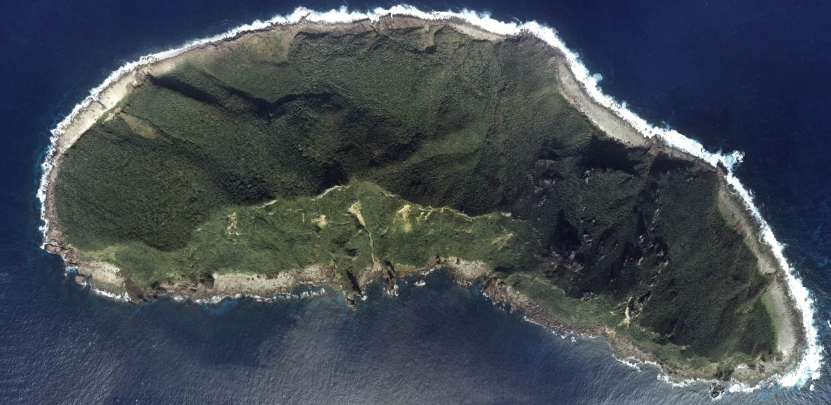
日本卫星拍摄的釣魚臺图片，

中華民國臺北縣籍娛樂船「聯合號」，在2008年6月10日凌晨進入中華民國、中華人民共和國和日本國宣稱擁有的國土爭議地區釣魚臺海域欲進行海釣活動，但途經釣魚臺以東南方向6海浬區域（25°39′N 123°28′E / 25.650°N 123.467°E）時被日本鹿兒島海上保安廳巡邏艦「甑號」發現並被警告和驅逐。
根據「聯合號」船長何鴻義太太楊鳳英宣稱，她在凌晨2時30分接到丈夫的電話，何鴻義表示「聯合號」被巡邏艦「甑號」撞擊後將沉沒，「聯合號」船員及釣魚客事後宣稱，他們聽見日方有廣播，但無人知晓所述是何意思，随后遭到該巡邏艇「甑號」追逐撞擊，使「聯合號」右方受損，導致沉沒。而日本方面宣稱，凌晨3點23分左右，隸屬日本第10管區鹿兒島籍巡邏艦「甑號」發現「聯合號」進入日本「領海」（日本宣稱擁有海域），「甑號」接近進行確認時，「聯合號」疑似不理會警告並逃走，因而與尾隨追蹤的「甑號」發生衝撞，撞擊後「聯合號」沉沒。
根據「聯合號」釣魚客於6月12日提供給媒體，由手機拍攝的短片，當時船員未覺事態嚴重，表現平靜，有的船員試圖与「甑號」溝通，但見「甑號」迫近「聯合號」，船員紛紛穿上救生衣，随后「聯合號」遭撞穿，船上16人包括船長1人、船員2人、釣魚客13人全落入海中，全數人並被「甑號」船員救起，短片到此為止。據「聯合號」輪機長項彥豪事後描述，他亦用相機拍下沉船過程，為防不測，放入防水箱保全，而駕駛員楊坤風則表示，當時「甑號」撞入「聯合號」船艙，幸好船艙內三名釣魚客因事走到甲板，否則不堪設想，而全部人则是在海中飄流近一個小時之后，才被救起。
船上16人被救起後，被帶往石垣市接受偵訊，何鴻義宣稱受到引導式詢問、不給予律師、不給予翻譯、及偏頗陳述等不平等待遇。6月14日，16名人士中的13名釣魚客，则由中華民國海巡署船艦台中艦在基隆東北方140海浬（24°40′N 124°00′E / 24.667°N 124.000°E）與日本船艦交接後載回基隆港，该13名釣魚客發表三點聲明後離開。另2名船員項彥豪、楊坤風則是在6月12日自沖繩那霸機場搭乘中華航空班機返台，6月13日晚間，船長被釋放並撘乘班機返華。

### 各界反應
這次事件，引發臺灣朝野各界震驚，6月12日，漁民勞動人權協會等民間組織包圍日本交流協會示威，而時任臺北縣縣長周錫瑋亦親自前往日本交流協會為縣籍魚船遭撞表達抗議，要求日方釋放被扣留人士。中華民國外交部表示關切，時任外交部長歐鴻鍊在事發後旋即召見日本交流協會臺北事務所所長池田維（駐華代表），當面表達「嚴正抗議」，另外也聲明中華民國擁有釣魚臺列嶼的主權，要求放人、賠償和道歉。同一時間，中華人民共和國外交部亦表示抗議，聲稱中華人民共和國擁有釣魚島主權，並譴責日本撞沉臺灣的船隻。然而，據臺灣海岸巡防署指出，「聯合號」觸犯了《娛樂漁業管理辦法》條例中不得離臺灣24海浬範圍守則，將面臨3到15萬新臺幣的罰款。
在日本，事件被各大傳媒報導，多指事故責任在「聯合號」，唯民間反應大部分並不熱烈。報導認為，這次事件反映中華民國「中華民族主義」抬頭，反日思想漸濃，而中華民國新政府一改以往親日政策，對日強硬。
日本海上保安廳長官岩崎貞二在6月16日傍晚發出新聞稿表示，日方巡邏艇依日本法令正當執法，雖然是執行任務必要行為，但導致聯合號沈沒、聯合號船長受傷，對此感到相當遺憾。今後會依照日本法令適當處理包括賠償問題在內事。而日本右翼團體於6月17日赴臺灣駐日經濟代表處表達抗議，表示中華人民共和國政府離間台日關係，令台灣孤立以便其統治。

### 「和星艦」撤離事件
稍後，臺灣媒體發現，中華民國海岸巡防署6月10日凌晨5時左右接到「聯合號」海釣船撞擊沉沒事件報案後，海岸巡防署成立緊急應變中心，在彭佳嶼北方海域正進行任務的「和星艦」和「臺中艦」於7時在釣魚臺9海里搜集證據，而「連江艦」則留守執法線待命。但日本巡邏艦阻截「和星艦」，雙方對峙一個多小時。中華民國外交部日本事務會執行長蔡明耀於8時30分收到日本交流協會臺北事務所官員致電，要求對峙中的「和星艦」不要駛入日本聲稱擁有的海域，蔡明耀遂在9時5分以「外交途徑交涉」為由令「和星艦」後退至釣魚臺12浬之外待命，其後「和星艦」撤離；不過部分人士認為，「撤艦令」不太可能由蔡明耀一人決定，內情並不單純。
「和星艦」撤離事件被報導後，立法院多名立法委員向立法院長王金平及行政院長劉兆玄請示「宣示主權」，並且質詢「撤艦令」是誰下達。劉兆玄回應時表示，他並沒有下達「撤艦令」，相信是日本事務會不經外交部指示下自行下達「撤艦令」，他對之深感不滿，並考慮是否有撤銷日本事務會的必要。其後立法院國民黨團邀請外交部次長夏立言、海巡署副署長及蔡明耀等與事件有關的官員出席記者會，說明事件來龍去脈。蔡明耀承認是他下達「撤艦令」，表示當時並不了解實際情況，誤判事件，承認錯誤，向歐鴻鍊提出書面辭呈，以求自請處分。

### 中华民国對日本嚴正交涉
中华民国外交部部长歐鴻鍊召見了日本交流協會人員嚴正交涉，要求6月13日內日本必須釋放船長何鴻義，否則將召回中華民國駐日代表；而立法委員李慶華質詢對「聯合號」海釣船撞擊沉沒事件，是否將不惜一戰，時任行政院長劉兆玄回應：「對。」但他稍後否認有表示過，只強調「和平理性是優先手段」。面對在中华民国朝野及外交部強硬施壓下，同日夜晚何鴻義獲釋，返抵臺灣。6月14日，日本外務省表示希望和平解決，並就「聯合號」海釣船撞擊沉沒事件發表調查報告，表示事故責任在「聯合號」，而「甑號」艦長堤信行向沖繩縣那霸市檢察廳石垣支部，以「聯合號」犯下日本刑法第129條第2項的《業務過失往來危險罪》與第212條第1項的《業務過失傷害罪》檢控何鴻義。
中华民国外交部對日本發表事故調查報告完全不能接受，外長歐鴻鍊宣佈召回臺灣駐日代表許世楷以表達最嚴正的抗議，並會向許世楷了解他向日本政府交涉事宜，用以自行發表調查報告。外交部亦表示會協助何鴻義對日方就損失及人員受傷索償，而何鴻義則宣佈控告日本政府，表示事故責任在「甑號」，臺北縣縣長周錫瑋亦為他聘請專研國際海洋法的律師打官司。6月15日，日本交流協會台北事務所總務部長伊藤康一抵達何鴻義家中，就此事件表達遺憾，並願意就賠償問題適當處理，但何鴻義要求道歉，最後不歡而散。

### 中華人民共和國政府的反應
對於日本巡防艦撞沉台灣漁船的事情，中華人民共和國外交部發言人姜瑜在6月17日的記者會表示關切，並強調「釣魚島及其附屬島嶼自古以來就是中國之固有領土，中國對此擁有無可爭辯的主權。」也要求日方停止在附近海域的非法行動，以防止類似事件再次發生。同時事發後不久，中國人民解放軍海軍東海艦隊護衛艦529艦和驅逐艦133艦抵達春曉氣田附近海域。

### 宣示主權
臺灣民間組織為宣示釣魚台列嶼主權，6月15日乘搭私人船隻「全家福6號」凌晨3時30到達近釣魚台24海浬，臺灣罕見派出「和星艦」、「連江艦」等六艘巡邏船護航，日本派五艘艦艇射水阻擾。到5時40分，「全家福6號」迫進近釣魚台0.4海浬，日本增至九艘艦艇射水、造浪阻擾，「全家福6號」成功繞釣魚台一周，但並無登島，6時23分返航，8時44分離開日本宣稱海域。日本內閣官房長官町村信孝對「全家福6號」的行動表示遺憾，重申日本擁有釣魚台群島主權。最後，11管部長那須秀雄，在那霸市召開記者會，仍宣稱「甑號」要確認「聯合號」船名才發生事故，而非何鴻義宣稱「甑號」故意撞沉「聯合號」，但對此鞠躬表示遺憾，亦會考慮進行賠償。
臺灣朝野多名立法委員要求搭乘軍艦到釣魚臺列嶼海域進行保釣行動、考察並「宣示主權」，初時有消息指他們將乘紀德級驅逐艦出航，但國防部軍事發言人池玉蘭表示，海軍正進行規劃，為免日本誤判形勢，改派體形和火力較少的康定級巡防艦（拉法葉級）出航。日本首相福田康夫及美國國務院呼籲台灣與日本雙方相互克制，最後劉兆玄表示搭乘軍艦到釣魚臺列嶼海域進行考察之行動取消，而與日本的漁權談判將再召開。
6月20日，日本政府正式為撞船事件道歉並承諾賠償。
12月，聯合號船長與日本海上保安廳方面達成和解，海上保安廳將支付新台幣1,050萬元的賠償金給船長，這是過去雙方多次協調的結果，也是「第一階段」先處理的部分。

## 影響
此一事件再次引發有關釣魚臺列嶼主權的問題，中華民國、中華人民共和國與日本國皆宣稱擁有釣魚島主權（通常中華人民共和國將中華民國對釣魚台的主權宣誓雖不作官方表態，但通常暗中予以支持，從而導致日方與台發生衝突時，會一併指責中國大陸政府），而臺灣就此事件再次關注護漁問題，將護漁船艦由3艘增加到7艘，但行政院秘書長薛香川則表示巡防艦維持釣魚台12海浬外執勤政策不變。中華民國總統馬英九在此事件亦被受批評，指責事件發生多日，仍未發表意見和採取行動，統治能力不足，其後總統府就事件發表四項聲明。
事件中，日本事務會執行長蔡明耀因「誤判事件」而自請處分，中華民國前總統陳水扁在外交部體制、亞太司之外設立的日本事務會亦被裁撤。
此外，駐日代表許世楷被指責在「聯合號」海釣船撞擊沉沒事件中被質疑擁有日本居留權，不能有效傳達政府立場和爭取臺灣權益，加上許世楷不滿部份國民黨籍立委的言論，認為有謾罵成份，於是取消赴立法院外交及國防委員會的報告行程，另行召開記者會表示希望外交部批准自己幾週前遞出的辭呈。
2008年至2014年中華人民共和國開始派各式船艦與飛機持續多次駛進釣魚臺。
2012年日本國有化釣魚臺列嶼。
2012年中華人民共和國民間與政府展開大規模反制。
2013年日本政府與中華民國政府簽訂臺日漁業協議。
2014年北京亞太經合會日本和中華人民共和國無互動。

## 評價
泛藍泛綠兩陣營對聯合號海釣船事件的評價，各持極端。
泛藍方面，國民黨則表示中华民国並非親中反日，相反，非常重視與日本的外交，但馬英九認為，釣魚臺列嶼是臺灣的屬島，中華民國的領土，職責上不可推卸。
日本外相高村正彥於事件後，針對最近日本巡邏船在釣魚台海域附近撞沈臺灣海釣船聯合號一事，對中華民國總統馬英九的處理方式，表示肯定。高村指出，這次是政府大船撞沈小船的事件，更何況是與外國船相撞，且發生地點又在雙方都主張擁有領土主權的敏感地方。不管那一個政府都得去面對。。日本拓殖大學教授澀谷司也在指出，過去陳水扁政府在處理類似釣魚台的事件，是采取抑制式的行動。馬總統，論著中主張釣魚台是中華民國的領土，由這次馬政府的處理方式可看出端倪。日本交流協會台北事務所代表池田維，肯定處理我國海釣船聯合號遭日艦撞沉事件時，與日本政府高層的溝通非常暢通，所以在很早的階段，臺日高層都確立冷靜和平的處理方針，讓臺日關係不受影響。。
泛綠方面，中華民國政府人事變換舉動引發泛綠陣營不滿，認為泛藍陣營趁機撤換具有親綠背景的許世楷，並且把他當代罪羔羊來掩蓋政府無能；民進黨主席蔡英文則表示國民黨政府對事件一開始無作為，但其後行事又太過火，反應政府處事不沉穩。
東吳大學政治系副教授羅致政在《自由時報》撰文，認為由於過去臺灣親日反中的氣氛，日本給予台灣許多實質利益，例如大量的日本觀光客、雙方的商業合作、日本給予臺商的技術轉移等，此次事件會讓日本民間對台日友好有所疑慮，減少台灣獲得這些實際利益的機會；最糟糕的情況是造成臺美日無法成為軍事同盟。而林濁水則撰文表示馬英九對美日的作為失去美日的信任，可是馬英九對中國的軟弱態度無法爭取經濟利益，是外交的全面失敗。

## 相關
- 釣魚台列嶼主權問題
- 保釣運動
- 海上保安廳（日本）
- 第10管區海上保安本部（日本）
- 第11管區海上保安本部（日本）
- 行政院海岸巡防署
- 石垣市

## 外部連結
- （繁體中文）外交部長歐鴻鍊表示將就「聯合號」案與日方持續交涉[永久]  中華民國外交部新聞稿
- （繁體中文）外交部對駐日代表許世楷要求立即准辭之回應[永久] 中華民國外交部新聞稿
- （繁體中文） （页面存档备份，存于）、 （页面存档备份，存于）、 （页面存档备份，存于） 行政院海岸巡防署相關新聞稿
- （简体中文）2008年6月17日外交部发言人姜瑜举行例行记者会 中華人民共和國外交部記者會記錄
- （日語） 台北駐日經濟文化辦事處
- （日語）http://www.mofa.go.jp/mofaj/press/kaiken/jikan/j_0806.html#3-B （页面存档备份，存于）  日本外務省記者會記錄
- （日語）[永久] 交流協會於事件後警告在台灣的日本人安全事項

### 新聞報導
- 宣示主權 立委要搭軍艦去保釣[永久]
- 台湾保钓船队绕钓鱼岛一圈后返台 （页面存档备份，存于）
- 日本阻止台湾“保钓”人士接近钓鱼岛 （页面存档备份，存于）
- 登釣魚台要插五星旗？　深澳船家拒載港保釣人士 （页面存档备份，存于）